# Кузнецов, Иван Данилович
Иван Данилович Кузнецов (11 июня 1906, Полевые Буртасы, Казанская губерния — 1 февраля 1991, Чебоксары, РСФСР, СССР) — чувашский писатель, критик чувашской литературы, историк, доктор исторических наук, профессор.

## Биография
Родился Иван Кузнецов в 1906 году в деревне Полевые Буртасы Тетюшского уезда Казанской губернии (Российская империя).
В 1916 году окончил школу с похвальным листом и выдержал экзамен в пятый класс Яльчикской школы. Затем, окончив Чувашский рабочий факультет, поступил в Институт красной профессуры.
В конце 1920-х годов Иван Кузнецов пробует себя в качестве исследователя (под псевдонимами Куршанак, Ким, Тимрĕç) на страницах газеты «Канаш», журналов «Сунтал», «Ěç хĕрарăмĕ», «Тӑван Атӑл».
В 1925 году Иван Кузнецов стал одним из инициаторов создания первой чувашской молодёжной газеты «Çамрǎк хресчен» (Молодой крестьянин).
В 1933 году И. Кузнецов участвовал в экспедиции, которая изучала быт сельского населения Чувашии. В 1934 году он публикует свои работы: «Чувашская колхозная деревня на пути колхозного подъёма», «Растет культурность колхозников. О культуре колхозников».
И. Д. Кузнецов изучал вопросы истории Чувашии, историю Революции 1905—1907 годов. Автор брошюр по этой теме («Революция 1905-07 гг. среди чувашей» (1930), «Национальное движение в период первой революции в России» (1935), «Крестьянское движение среди чуваш, мари и удмуртов во время революции 1905-07 годов» (1935) и др.
В 1937 году был репрессирован; отрекся от жены. Был осужден на 8 лет тюремного заключения по делу против руководителей чувашской «контрреволюционной буржуазно-националистической организации».
В 1957 году учёный издал монографию «Очерки по истории чувашского крестьянства. Часть I. Чувашские коштаны до двадцатого века». Другим трудом стала монография «Крестьянство Чувашии в период капитализма», которая увидела свет в 1963 году.
Иван Кузнецов занимался изучением творчества М. Сеспеля, К. Иванова, П. Хузангая и др. В 1961 году вышла из печати его работа критических и публицистических статей «Чăваш культурипе литературин хăшпĕр ыйтăвĕсем тавра» (Вопросы чувашской культуры и литературы).
Умер И. Д. Кузнецов 1 февраля 1991 года в Чебоксарах.

## Отзывы
Заслуженный деятель науки Российской Федерации, доктор исторических наук, профессор В. Д. Димитриев писал:

Его труды 50-60-х годов представляют серьёзный вклад в чувашскую историографию. Для научных работ Ивана Даниловича характерны умелое обобщение фактического материала, оригинальность выводов, изложение сочным, доступным языком.— Димитриев В. Д. Труды И. Д. Кузнецова по истории Чувашии // Учёные записки: Вып. XXXI / Научно-исследовательский институт при Совете Министров Чувашской АССР. — Чебоксары, 1966. — С. 331

## Награды
- Орден Трудового Красного Знамени,
- Орден Дружбы народов,
- Почётная грамота Верховного Совета РСФСР
- Почётная грамота Верховного Совета ЧАССР,
- Почётное звание «Заслуженный деятель науки Чувашской АССР» — за достижения в научно-исследовательской и общественной деятельности, подготовке научных кадров, вклад в развитие культуры чувашского народа
- Имя Ивана Даниловича занесено в Почётную книгу трудовой славы и героизма Чувашской АССР.

## Труды
- Кузнецов И. Д. Из истории Чувашии. — Чебоксары, 1933.
- Кузнецов И. Д. Крестьянство Чувашии в период капитализма. — Чебоксары: Чуваш. кн. изд-во, 1963. — 584 с.
- Кузнецов И. Д. Очерки по истории и историографии Чувашии. — Чебоксары: Чуваш. гос. изд-во, 1960. — 380 с.
- Кузнецов И. Д. Очерки по истории чувашского крестьянства. — Чебоксары: Чуваш. гос. изд-во, 1957. — Ч. 1: Чувашские коштаны до двадцатого века. — 343 с.
- Кузнецов И. Д. Очерки по истории чувашского крестьянства. — Чебоксары: Чуваш. кн. изд-во, 1969. — Ч. 2: Развитие капитализма в деревне. — 426 с.
- Кузнецов И. Д. Эволюция сельского хозяйства и крестьянства Чувашии XIX — начала XX веков // Исследования по истории Чувашии. — Чебоксары, 1985. — С. 3—30.
- Чуваши. Этнографическое исследование // Под ред. И. Д. Кузнецова, Н. И. Иванова и др. — Т. 2: Духовная культура. — Чебоксары, 1970. — С. 40—41.